# Гито, Мэтт
Мэ́ттью («Мэтт») Дже́ймс Гито́ (англ. Matthew James Giteau, родился 29 сентября 1982 в Сиднее) — австралийский регбист, выступавший на позициях инсайд-центра и флай-хава. Серебряный призёр чемпионатов мира 2003 и 2015 годов в составе сборной Австралии.

## Карьера
Мэтт Гито родился в Сиднее в семье Рона Гито, который профессионально играл в регбилиг. Мэтт учился в Колледже Святого Эдмунда в Канберре, который также заканчивал легендарный капитан сборной Австралии Джордж Греган.
В 2001 году Гито дебютировал в Супер Регби в составе команды «Брамбиз». Через год впервые вышел на поле в составе национальной сборной Австралии. В 2003 году Мэтт вошёл в состав сборной на домашний чемпионат мира. В матче со сборной Румынии он занёс первую попытку в сборной, а в игре с Намибией, которую австралийцы выиграли 142-0, Жито сделал хет-трик, занеся три попытки. По итогам чемпионата он завоевал серебряные медали вместе со своей сборной.
В 2007 году Мэтт перешёл в состав «Уэстерн Форс» и принял участие в своём втором чемпионате мира. Там он заработал три попытки (1 в игре с Уэльсом, а две против Фиджи). В четвертьфинале с англичанами Жито получил травму, а его команда выбыла из розыгрыша, проиграв 12-10.
После трёх лет в «Уэстерн Форс» Жито вернулся в состав «Брамбиз», в котором провёл ещё два года.
Мэтт не был выбран в состав сборной на чемпионат мира 2011 года и после этого переехал в Северное полушарие, подписав контракт с французским клубом «Тулон». В 2013 году в составе этой команды Жито выиграл Кубок Хейнекен.
В 2015 году Жито вернулся в состав сборной после того, как были изменены правила, запрещавшие играть в сборной игрокам не из Супер Регби. Он помог своей сборной выиграть чемпионат регби и был выбран в состав «воллабис» на чемпионат мира в Англии. Он стал единственным игроком из составе 2003 года, который попал в заявку на этот чемпионат. В матче группового турнира с англичанами Жито на последней минуте матча занёс попытку, которая стала для него тридцатой в составе сборной.
В 2017—2020 годах выступал за «Сантори Санголиат». В середине 2020 года начал вести переговоры с американским клубом «Лос-Анджелес Гилтинис», перешёл туда через год и завершил там карьеру игрока.